# 南蒙蒂贝卢
南蒙蒂贝卢是巴西南大河州的一个市镇。总面积68.369平方公里，总人口2784人，人口密度40.7人/平方公里。